# ASSP
El Producto estándar para una aplicación específica (en inglés Application Specific Standard Product o ASSP) es un circuito integrado que implementa una función específica la cual aplica a un mercado más amplio. En contraposición a ASICs, el cual combina un grupo de funciones y se encuentra diseñado por o para un consumidor, los ASSPs se encuentran disponibles como componentes de consumo masivo. ASSPs se utilizan en todas las industrias, desde las automotrices hasta las de comunicación.
- Datos: Q613538